# Valentina Monetta
Valentina Monetta (sinh ngày 1 tháng 3 năm1975) là một ca sĩ người San Marino.